# Har Kūh
Har Kūh (persiska: هر كوه, كبوده) är en ort i Iran.   Den ligger i provinsen Lorestan, i den västra delen av landet, 300 km sydväst om huvudstaden Teheran. Har Kūh ligger 1 684 meter över havet och antalet invånare är 180.
Terrängen runt Har Kūh är huvudsakligen kuperad, men österut är den bergig.Runt Har Kūh är det ganska tätbefolkat, med 72 invånare per kvadratkilometer. Närmaste större samhälle är Chaghalvandī, 7,6 km väster om Har Kūh. Omgivningarna runt Har Kūh är i huvudsak ett öppet busklandskap.